# Fausto Veranzio
Fausto Veranzio (em latim: Faustus Verantius; em croata:  Faust Vrančić; húngaro e latim: Verancsics Faustus; Šibenik, circa 1551 – Veneza, 17 de janeiro de 1617) foi um polímata e bispo de Šibenik, então parte da República de Veneza e atualmente pertencente à Croácia.

## Vida

### História familiar

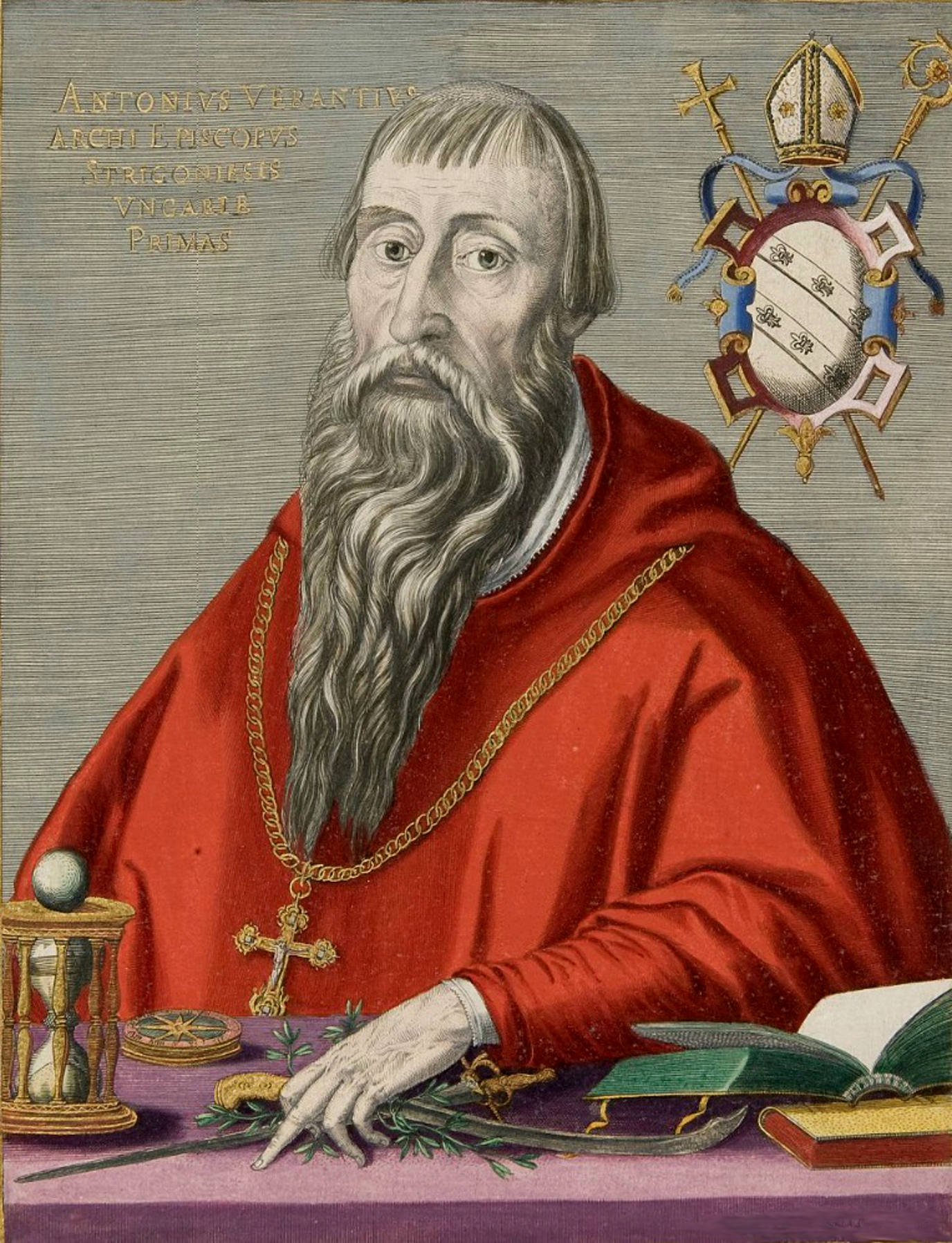
O tio de Fausto, Antonio, gravura por Martino Rota.

Fausto nasceu em Šibenik (Sebenico), Dalmácia Veneziana, na família dos condes Vrančić (Veranzio), oriundos da Bósnia (um ramo que posteriormente se fundiu com a família Draganić, originando os Condes Draganić-Vrančić), uma notável família de escritores e família Berislavić.
Filho de Michele Veranzio, poeta latino, e sobrinho de Antun Vrančić, arcebispo de Esztergom (1504-1573), diplomata e funcionário público, que tinha contato com Erasmo de Roterdã (1465–1536), Philipp Melanchthon (1497–1560) e Nikola Šubić Zrinski (1508–1566), que levou Fausto durante algumas de suas viagens pela Hungria e na República de Veneza. A mãe de Fausto era da família Berislavići Trogirski. Seu irmão, Giovanni, morreu ainda jovem em batalha.
Enquanto a residência principal da família ficava na cidade de Šibenik, eles possuíam uma grande casa de verão na ilha Prvić, no lugar Šepurine, um local vizinho a Prvić-Luka (onde ele está enterrado na igreja local). O castelo barroco usado pela família Vrančić como residência de verão está agora em posse da família Draganić.

### Educação e atividades políticas
Quando jovem, Veranzio foi interessado em ciência. Ainda criança, mudou-se para Veneza, onde frequentou escolas, e depois para Pádua para ingressar na Universidade de Pádua, onde focou seu interesse direito, física, engenharia e mecânica.
Na corte de Rodolfo II do Sacro Império Romano-Germânico, no Distrito do Castelo em Praga, Veranzio foi chanceler da Hungria e Transilvânia, muitas vezes em contato com Johannes Kepler e Tycho Brahe. Após a morte de sua mulher, Veranzio partiu para a Hungria. Em 1598 obteve o título de bispo de Csanád (Episcŏpus Csanadiensis) in partibus (mesmo que nunca tenha posto os pés em Csanád). Em 1609, de volta a Veneza, juntou-se à irmandade de Paulo de Tarso (barnabitas) e se comprometeu com o estudo da ciência. Veranzio morreu em 1617 em Veneza e foi enterrado na Dalmácia, perto da casa de campo de sua família na ilha de Prvić.

## Polímata e inventor
A obra-prima de Veranzio, Machinae Novae (Veneza 1615 ou 1616), continha 49 figuras grandes, representando 56 máquinas, dispositivos e conceitos técnicos diferentes.
Existem duas variantes deste trabalho, uma com a "Declaratio" em latim e italiano, a outra com a adição de três outras línguas. Apenas algumas cópias sobreviveram e muitas vezes não apresentam um texto completo nos cinco idiomas. Este livro foi escrito em italiano, espanhol, francês e alemão. As tabelas representam um conjunto variado de projetos, invenções e criações do autor. Veranzio escreveu sobre a água e a energia solar, o relógio universal (placas 6-7), vários tipos de moinhos, máquinas agrícolas, vários tipos de pontes em vários materiais, máquinas para limpar o mar e Homo Volans (placa 38), precursora do paraquedas. Seu trabalho incluiu um barco portátil (placa 39), ou seja, um barco que, graças à mesma energia que a corrente pode ir contra o rio (placa 40). Foi ideia dele usar o princípio rotativo da impressão (placa 46), a fim de aliviar a grande dificuldade das impressoras e melhorar os resultados.
Apesar da extraordinária raridade deste livro (porque o autor o publicou às suas próprias custas, sem editor e tendo que parar de imprimir devido à falta de fundos), Machinae Novae foi a obra que contribuiu principalmente para a popularidade de Veranzio em todo o mundo. Suas ilustrações foram reimpressas alguns anos depois e publicadas na China.

### Paraquedas de Veranzio

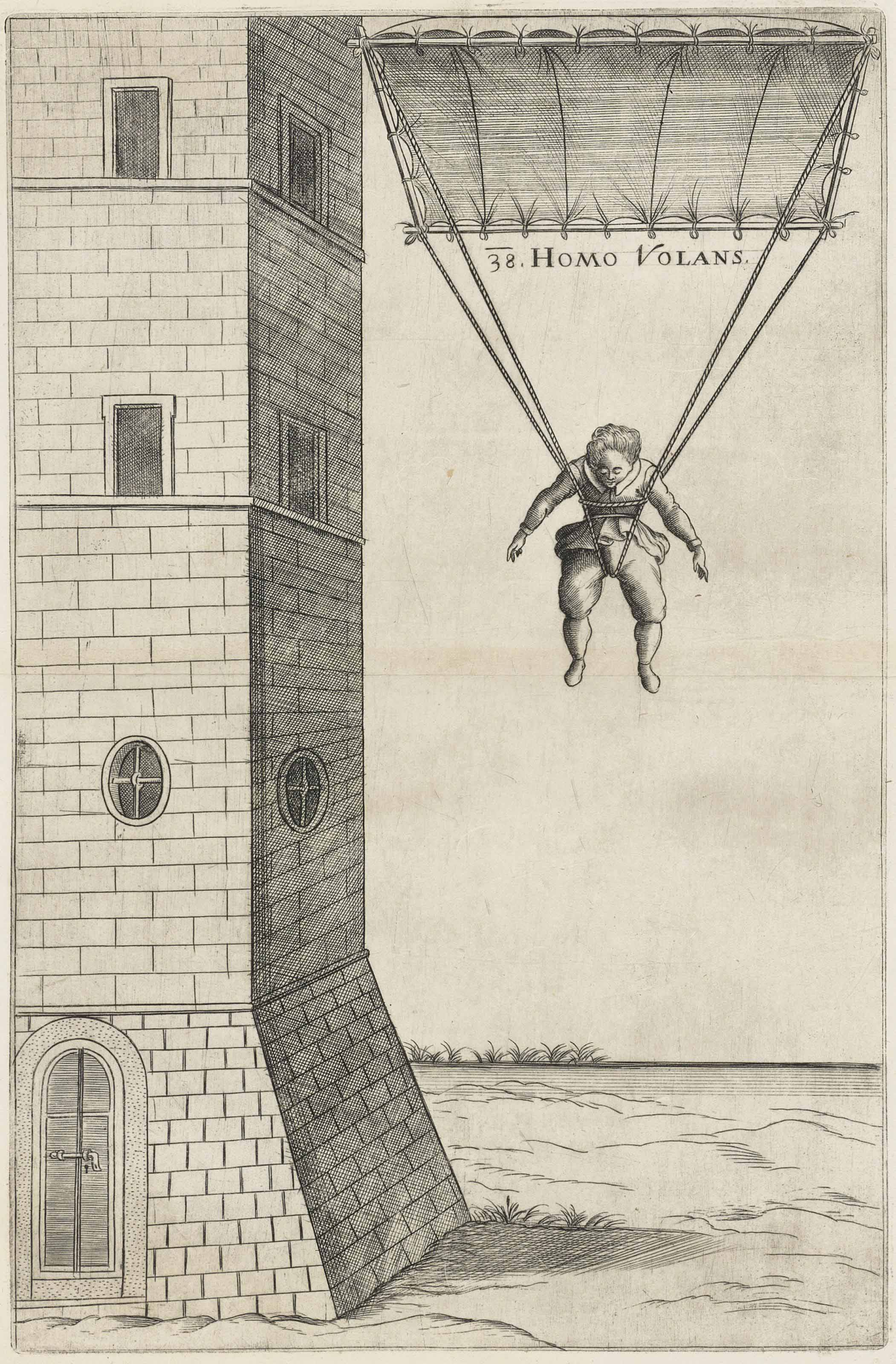
"Machinae Novae" placa n. 38: Paraquedas de Veranzio

Uma das ilustrações em Machinae Novae é o esboço de um paraquedas chamado Homo Volans ("O Homem Voador"). Tendo examinado os esboços brutos de um paraquedas de Leonardo da Vinci, Veranzio projetou um paraquedas próprio. Paulo Guidotti já tentara seguir as teorias de Leonardo, terminando caindo no telhado de uma casa e quebrando o osso da coxa (cerca de 1590); mas enquanto Francis Godwin escrevia seu romance, The Man in the Moone", acredita-se que Fausto Veranzio tenha realizado um experimento real de salto de paraquedas e, portanto, seja o primeiro homem a construir e testar um paraquedas: de acordo com a história transmitida, Veranzio, em 1617, com mais de sessenta e cinco anos de idade, implementou seu projeto e testou o paraquedas pulando do Campanário de São Marcos em Veneza. Este evento foi documentado cerca de 30 anos depois em um livro (Mathematical Magick or, the Wonders that may be Performed by Mechanical Geometry, Londres, 1648), escrito por John Wilkins, secretário da Royal Society em Londres.
No entanto, em seu Mathematical Magick, John Wilkins escreveu sobre o voo e sobre sua persuasão de que o voo se tornaria possível. Pessoas que pulavam de torres altas e métodos para retardar sua queda não eram sua preocupação. Seu tratado nem menciona o nome de Fausto Veranzio, nem documenta qualquer salto de paraquedas ou qualquer evento em 1617. Nenhuma evidência foi encontrada de que alguém tenha testado o paraquedas de Veranzio.

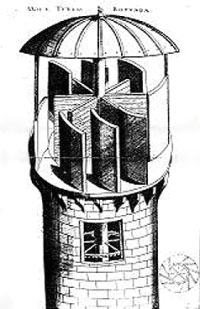
O primeiro projeto de turbina eólica

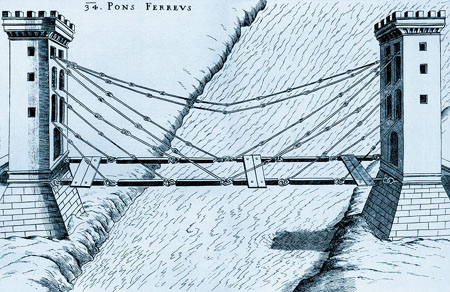
Desenho de uma ponte estaiada por Fausto Veranzio em seu Machinae Novae
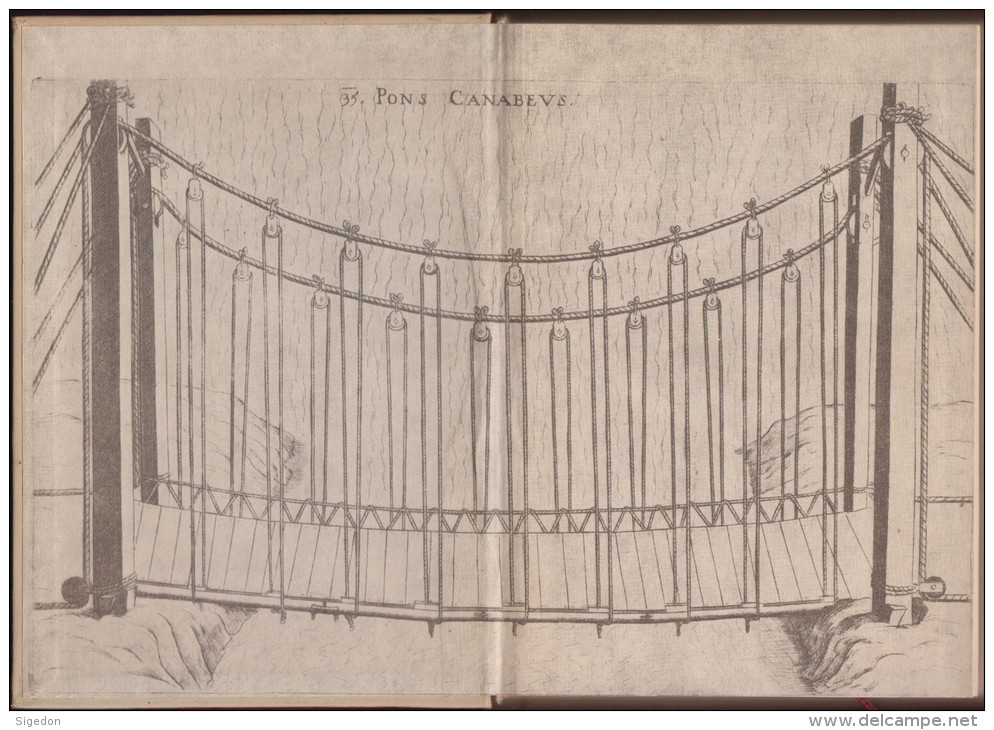
Drawing of a suspension bridge by Fausto Veranzio (Machinae Novae)
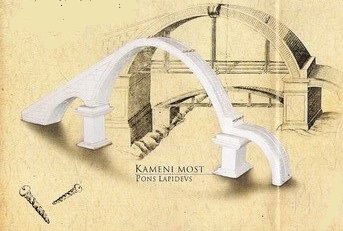
Early design of a tied-arch/through arch bridge by Fausto Veranzio
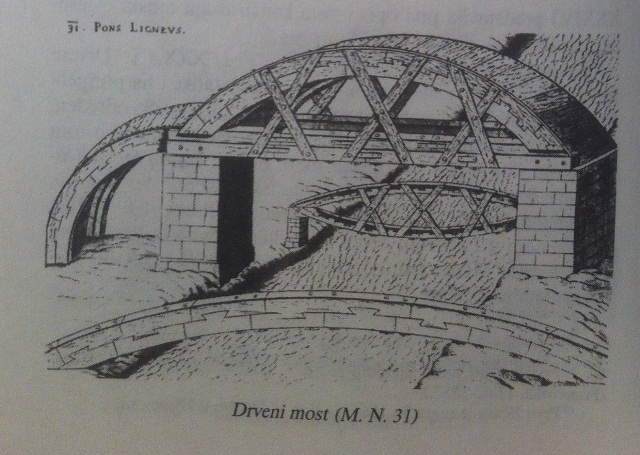
Truss arch bridge by Fausto Veranzio
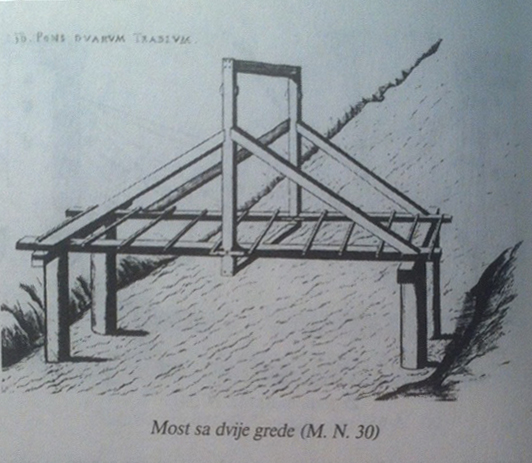
Primitive design of an early truss bridge by Fausto Veranzio
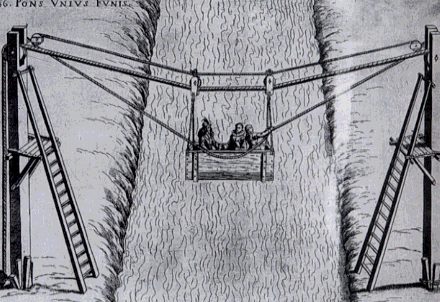
Design for an aerial lift by Fausto Veranzio (Machinae Novae)

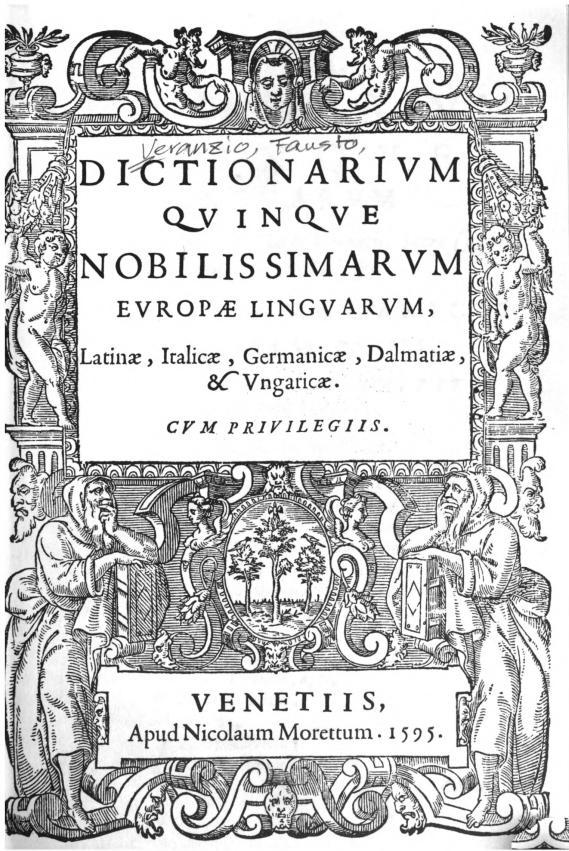
Frontispício de Dictionarium quinque lingarum